# Papa-mel-castanho

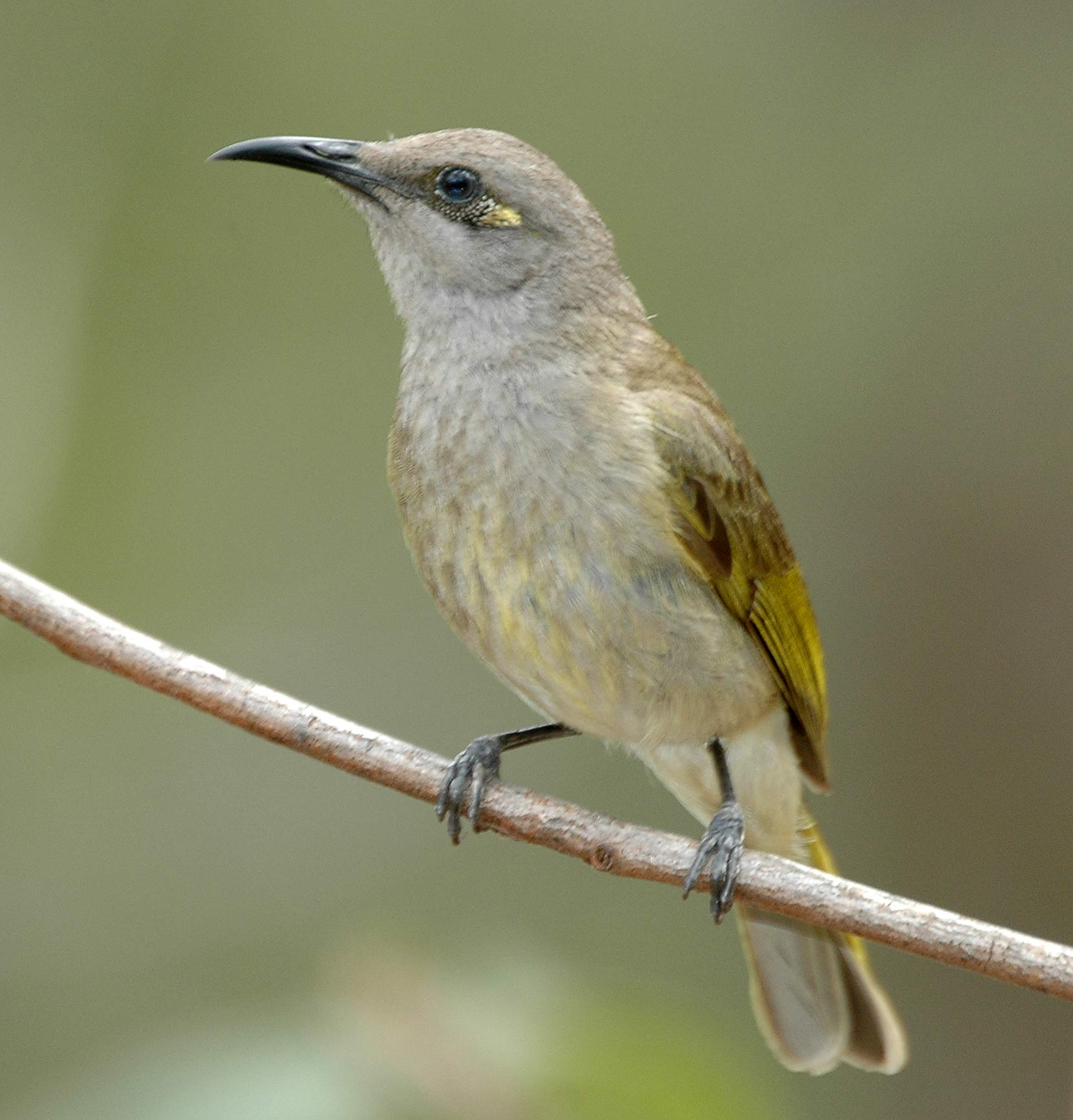
L. i. ocularis, Queensland.

O papa-mel-castanho (Lichmera indistincta) é uma espécie de ave da família Meliphagidae. Pertence ao grupo dos melifagídeos, aves que possuem línguas com ponta em forma de pincel, altamente adaptadas para se alimentar de néctar. Os melifagídeos são encontrados principalmente na Austrália, Nova Guiné e partes da Indonésia, mas o papa-mel-castanho é único por também ocorrer na ilha de Bali, sendo o único melifagídeo a oeste da Linha de Wallace, a fronteira biogeográfica entre as regiões zoogeográficas Australiana-Papuana e Oriental.
É uma ave de tamanho médio-pequeno, de coloração marrom acinzentada, com painéis amarelo-oliva na cauda e nas asas, e um tufo amarelo atrás do olho. Está amplamente distribuído no oeste, norte e leste da Austrália, na Nova Guiné e ilhas próximas, além das Pequenas Ilhas da Sonda, na Indonésia. Nessas regiões, ocupa diversos habitats, desde manguezais até bosques de eucalipto. É sazonalmente nômade em sua área local, acompanhando plantas em floração. Geralmente forrageia sozinho, mas também se alimenta em pequenos grupos ou bandos mistos com outras espécies de melifagídeos. Sua dieta inclui néctar e insetos. Mantém o mesmo território de reprodução anualmente, onde constrói um ninho em forma de taça com gramíneas e cascas macias, pondo dois ou três ovos. Ambos os sexos participam da construção do ninho e da alimentação dos filhotes. Possui um canto alto, claro e musical, considerado o melhor entre os melifagídeos.
Embora o papa-mel-castanho esteja em declínio em algumas áreas, como a região do Wheatbelt na Austrália Ocidental, sua população e distribuição geral são suficientes para que a IUCN o classifique como espécie pouco preocupante em termos de conservação.

## Taxonomia
O papa-mel-castanho foi descrito originalmente por Nicholas Aylward Vigors e Thomas Horsfield em 1827 como Meliphaga indistincta. O nome específico indistincta vem do latim e significa "indistinto, obscurecido". Vigors e Horsfield trabalharam com a coleção de aves da Linnean Society of London em Londres e comentaram sobre o espécime do papa-mel-castanho: "Está, no entanto, em péssimas condições e mal permite uma descrição". Mais tarde incluído no gênero "genérico" Gliciphila, o papa-mel-castanho é agora classificado no gênero Lichmera, do grego "lamber" ou "mover a língua rapidamente", conforme proposto por Schodde (1975), Sibley e Monroe [en] (1990) e Christidis [en] e Boles (1994). Além da raça nominal Lichmera indistincta indistincta, várias subespécies são reconhecidas: ocularis (do latim medieval oculus, "olho"), melvillensis (nomeada pela Ilha Melville), limbatus (do latim "franjado") e nupta (do latim nubere, "casar"). A subespécie limbatus já foi considerada uma espécie distinta devido à sua distribuição disjunta, mas agora é tratada como subespécie de L. indistincta pelas principais autoridades taxonômicas. Um estudo genético de 2017, usando DNA mitocondrial e nuclear, confirma a relação próxima entre eles, com divergência recente (na ordem de dezenas de milhares de anos).
Análises moleculares mostram que os melifagídeos são relacionados às famílias Pardalotidae, Acanthizidae e Maluridae na superfamília Meliphagoidea.

## Descrição

### Aparência
O papa-mel-castanho é um melifagídeo de tamanho médio-pequeno, de plumagem simples cinza-marrom, com comprimento corporal de 12 a 16 cm, envergadura de 18 a 23 cm e peso médio de 9 a 11 g. A fêmea é ligeiramente menor que o macho, mas os sexos diferem pouco na aparência. A cabeça, costas, rabadilha e coberteiras superiores da cauda são marrons, enquanto as asas são de um marrom mais escuro. As únicas características distintivas são um pequeno tufo amarelo atrás do olho, pouco visível em algumas aves, e painéis amarelo-oliva opacos nas asas dobradas e na cauda. O dimorfismo sexual é sutil. O macho adulto tem testa e coroa cinza-acastanhadas escuras, contrastando com uma nuca marrom. Na fêmea adulta, testa e coroa são oliva-marrom, semelhantes ao restante do corpo superior. Os filhotes se assemelham à fêmea, podendo não ter ou exibir apenas traços do tufo amarelo atrás do olho. O bico é preto, longo, fino e ligeiramente curvado para baixo, ideal para sondar flores tubulares profundas. A íris é marrom, e os pés e pernas são cinza-pretos.
A aparência das subespécies é uniforme, com variações sutis na coloração e pequenas diferenças no comprimento do bico e da cauda em relação à raça nominal. Comparado a L. i. indistincta, o macho de L. i. ocularis tem penas ligeiramente mais escuras na cabeça, com maior contraste entre coroa e nuca, e um bico mais longo. L. i. melvillensis possui garganta e peito moderadamente mais escuros que indistincta, e a fêmea tem cauda mais curta. Em L. i. nupta, as diferenças entre sexos são ainda menores que na raça nominal.

### Vocalizações
Apesar da aparência discreta, o papa-mel-castanho tem um canto notável, frequentemente descrito com superlativos. "Uma voz gloriosa, facilmente o melhor cantor entre os melifagídeos australianos", observou um estudo sobre aves da Austrália Ocidental. "Como cantor, não tem superior na família dos melifagídeos, ou mesmo entre as aves australianas", afirmou outro relato. Seu chamado é claro, rolante e musical, transcrito como sweet-sweet-quarty-quarty, muito alto para o tamanho da ave. Ambos os sexos cantam, geralmente pela manhã cedo, embora o macho cante ao longo do dia na época de reprodução. O chamado de alarme é um ke-ke áspero, emitido várias vezes em curtos intervalos.

## Distribuição e habitat
O papa-mel-castanho é encontrado em uma ampla variedade de habitats florestais e está amplamente distribuído pela Austrália. A raça nominal abrange uma faixa extensa desde Newcastle, na costa de Nova Gales do Sul, até o norte e oeste de Queensland, o Top End e o sudoeste da Austrália Ocidental. É raramente visto em Sydney, onde suas populações diminuíram desde o final dos anos 1950, embora seja registrado em habitats adequados, como Baía de Homebush [en] e Kurnell [en], em pequeno número, sendo ocasional na região de Illawarra. É raro na Austrália Meridional e ausente em Victoria e na Tasmânia. A densidade populacional varia de 2,3 aves por hectare no Parque Nacional de Kakadu a 0,26 aves por hectare em Wellard, na Austrália Ocidental.
L. i. ocularis ocorre na Nova Guiné, nas Ilhas do Estreito de Torres e na Península do Cabo York, intergradando com a raça nominal ao longo do sistema fluvial do Golfo de Carpentária. L. i. melvillensis habita as Ilhas Tiwi, enquanto L. i. limbata é encontrado em Bali e nas Pequenas Ilhas da Sonda, e L. i. nupta nas Ilhas Aru.
O papa-mel-castanho é sazonalmente nômade em sua área local, seguindo plantas em floração. Por exemplo, há aumentos notáveis em Toowoomba, no sudeste de Queensland, durante o inverno, e no Território do Norte sua distribuição se contrai na estação seca. É comum em manguezais costeiros, incluindo mangues de Rhizophora, e em bosques que se misturam aos manguezais, como os dominados por Banksia, Melaleuca ou Callistemon. Está amplamente presente em florestas esclerófilas e bosques de eucalipto. No interior árido e semiárido da Austrália, é mais frequentemente registrado em matagais de Acacia, Grevillea e Hakea ao longo de cursos d’água, poços, nascentes e linhas de drenagem. Visita arbustos floridos em parques e jardins e ocorre em remanescentes de árvores em rotas de transporte de gado.

## Comportamento
Ave agitada e acrobática, o papa-mel-castanho está frequentemente em voo, pairando sobre flores e perseguindo insetos no ar.

### Alimentação

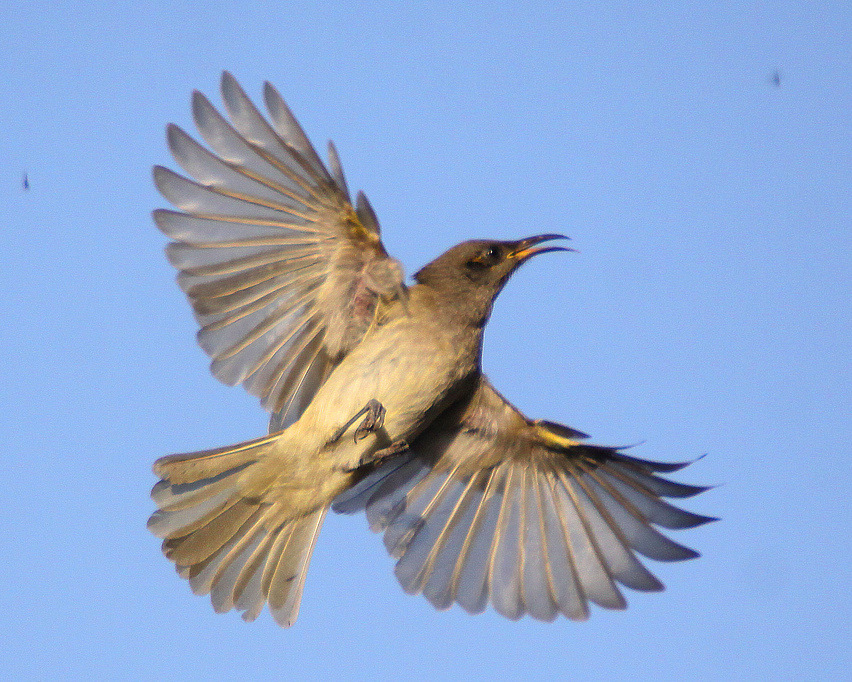
Insetos são capturados em voo.

O papa-mel-castanho se alimenta principalmente na folhagem e flores do dossel de árvores e arbustos, mas utiliza todos os níveis do habitat, incluindo o solo. Forrageia sozinho ou em pares, mas também se reúne em pequenos grupos ou em bandos mistos com outros melifagídeos, como Certhionyx pectoralis, Lichenostomus flavescens, Melithreptus gularis e Conopophila rufogularis. Observações mostram que se alimenta principalmente de néctar, complementado por alguns insetos. As principais fontes de néctar incluem visgos floridos, manguezais, Corymbia polycarpa [en], Eucalyptus miniata [en], e espécies de Banksia e Grevillea. O néctar é obtido de flores com cálices de estames, inflorescências em forma de escova ou flores tubulares. Paira sobre flores pequenas para extrair néctar, pousa em caules para flores grandes isoladas e, no caso de Banksia, pousa sobre flores não abertas no topo da inflorescência.
Insetos são geralmente coletados de folhas ou cascas, retirados do solo. Consome besouros, moscas, formigas, vespas e abelhas.
É mais ativo pela manhã cedo, voando mais quando visita flores no período de maior abundância de néctar. Sua massa corporal diminui durante a noite e aumenta ao longo do dia, com o maior ganho na primeira hora matinal, crucial para compensar cerca de metade da perda hídrica noturna. O energia potencial obtida do néctar excede suas necessidades em todas as estações, exceto no inverno, quando deve ser seletivo nas plantas para equilibrar entrada e gasto energético. Compensa a redução na concentração de néctar aumentando a frequência de alimentação.

### Reprodução

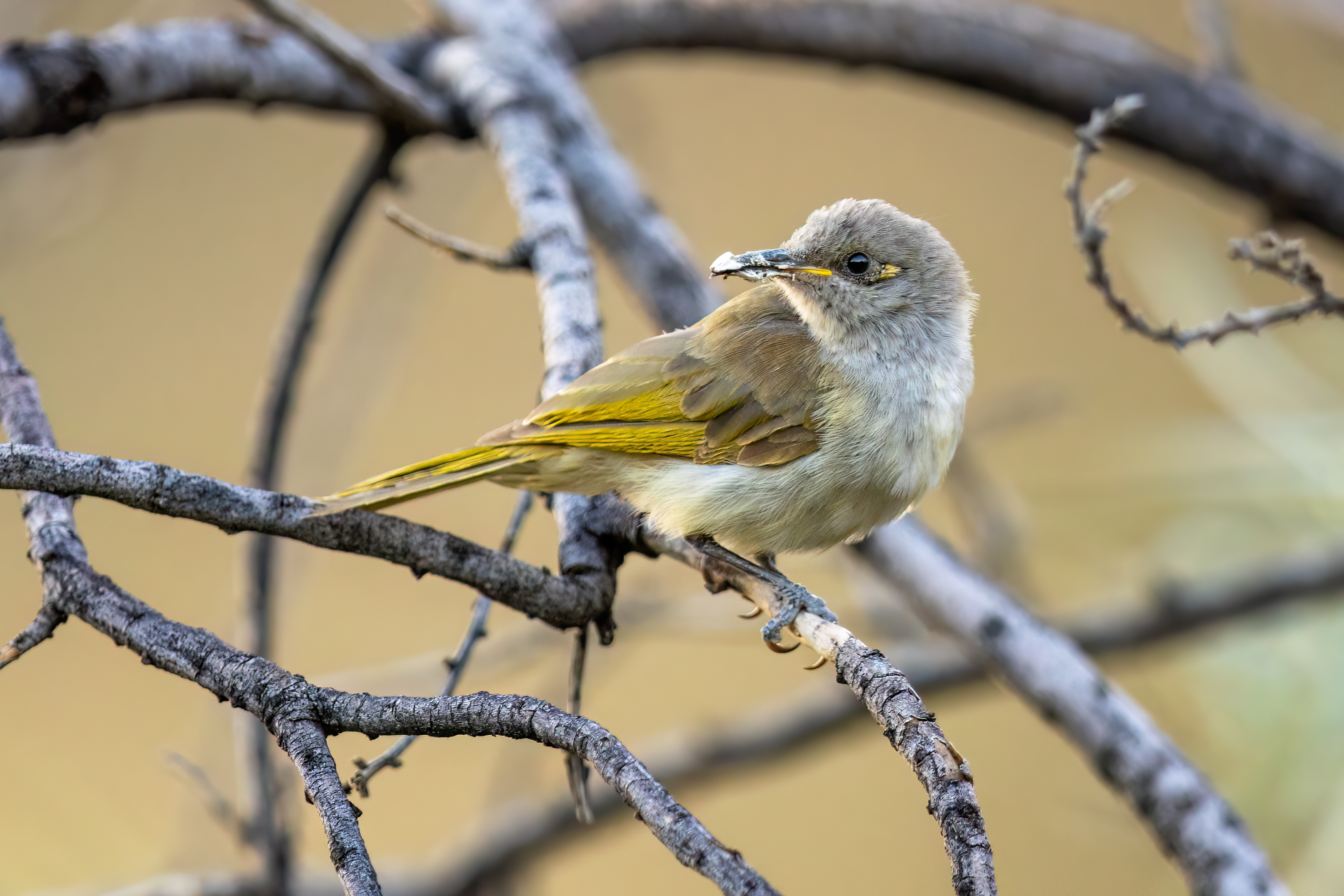
L. i. indistincta, Território do Norte.

Não há registros de exibições de corte do papa-mel-castanho, exceto pelo aumento do canto do macho em pontos altos. Os pares geralmente nidificam isoladamente em áreas de baixa densidade populacional. Perto de Newcastle, com várias duplas reprodutoras, todos os ninhos estavam a pelo menos 20 m de distância. Ocupam os mesmos territórios de nidificação anualmente, mas não se sabe se os mesmos indivíduos usam os territórios ou ninhos a cada ano.
A temporada de reprodução varia amplamente em sua distribuição, com registros em algum local em todos os meses do ano. Pode se reproduzir duas ou mais vezes ao ano se as condições forem favoráveis. O ninho é construído em diversos tipos de vegetação, geralmente em folhagem densa na forquilha de um ramo horizontal, muitas vezes perto da água, e raramente a mais de 2 m do solo. É uma taça pequena e profunda, tecida com pedaços de gramíneas e cascas macias, especialmente de Melaleuca, unida com teia de aranha e forrada com penugem vegetal, como de Banksia, ou pelos de vaca ou lã. Ambos os sexos ajudam na construção, embora o macho também vigie enquanto a fêmea trabalha.
Os ovos variam em forma, mas geralmente são ovais arredondados. São brancos e sem brilho, às vezes com tons rosados ou acastanhados, podendo ser lisos ou com leves manchas avermelhadas ou marrons. Medem cerca de 17 mm de comprimento por 13 mm de largura, em ninhadas de dois ou três. A fêmea incuba os ovos e choca os filhotes sozinha, mas ambos os sexos alimentam os jovens e removem sacos fecais. O período de saída do ninho é de 13 ou 14 dias, com cerca de 44% dos ninhos com resultado conhecido conseguindo que os filhotes saíam dos ninhos de forma bem-sucedida.
Os ninhos são predados por Oecophylla smaragdina, que atacam filhotes recém-nascidos, e pelo carrauongue-malhado, que leva os jovens. São parasitados pelo cuco-do-mato-australasiático [en], cuco-pálido e cuco-bronzeado.

## Estado de conservação
A população do papa-mel-castanho está diminuindo no Wheatbelt da Austrália Ocidental devido ao desmatamento da vegetação nativa. Está aumentando em áreas urbanas, especialmente em parques, jardins e fazendas, mas esses novos habitats elevaram mortes por gatos, carros e colisões com janelas. No geral, sua população é suficientemente grande e ampla para ser considerada pela IUCN como pouco preocupante no que diz respeito à sua conservação.